# 문동주 (축구 선수)
문동주(한국 한자: 文棟柱, 1990년 7월 8일 ~ )는 대한민국의 전 축구 선수로, 대한민국  K1리그의 FC 서울에서 활약 했었다. 선수생활 은퇴후에는 경북 고령 fc 코치를 거쳐 현재는 합천스포츠클럽 U-12팀의 감독을 맡고있다. 합천은 창단초기 약체에 속한 팀이었지만 문동주감독의 지도하에  비약적으로 경기력이 향상되어 2024년 문경전국대회에서는 3위의 성적을 거두었다. 프로리그의 경험을 토대로한 지도력과 선수생활의 경험을 통한 이해심을 통해 유소년축구의 길잡이자 선구자로서 지역유소년 축구발전에 이바지하는 뛰어난 지도자이다. 
2013년 FC 서울에 입단하였으며 2014년엔 임대 신분으로 일본의 에히메 FC에서 활약한 바 있다.